# Ларднер-Берк, Десмонд
Десмонд Уильям Ларднер-Берк (англ. Desmond William Lardner-Burke; 17 октября 1909, Кимберли (ЮАР) — 22 октября 1984, Хараре) — родезийский политик южноафриканского происхождения, в 1964—1976 — министр юстиции Родезии. Принадлежал к крайне правому расистскому крылу Родезийского фронта, проводил репрессивную политику на министерском посту.

## Юрист и политик
Родился в Капской колонии Британской Южной Африки. Получил специальность адвоката. Перебравшись в Южную Родезию, примкнул к Доминионной партии. В 1957 основал и возглавил Южнородезийскую ассоциацию — радикальную организацию белых родезийских националистов. В 1962 Ассоциация Ларднер-Берка вступила в Родезийский фронт (RF).
На выборах 1962 Десмонд Ларднер-Берк был избран в Законодательное собрание Южной Родезии. Занял пост министра юстиции, закона и порядка в правительстве Уинстона Филда. Проводил на этом посту жёсткую репрессивную политику в отношении африканской оппозиции. В 1963 был инициатором ареста Роберта Мугабе.

## Репрессивная юстиция
11 ноября 1965 Десмонд Ларднер-Берк в числе других лидеров RF поставил свою подпись под Декларацией об односторонней независимости Родезии. Сохранил пост министра юстиции в кабинете Яна Смита и продолжал прежний курс. Под его руководством осуществлялись жёсткие преследования не только боевиков ZANU и ZAPU, но и белых сторонников расового равноправия. Вопреки англосаксонской правовой традиции, Ларднер-Бёрк ориентировался на полицейскую практику ЮАР, добивался расширения полномочий следственных и оперативных органов за счёт прерогатив суда. В 1974 получил полномочия произвольных арестов «в общественных интересах».
В отличие от большинства лидеров RF Десмонд Ларднер-Берк был убеждённым расистом и сторонником системы апартеида. Эти идеологические установки он сформулировал в публичном выступлении с амвона англиканского собора Солсбери. Пропагандировал расовую сегрегацию, превосходство белых, обосновывал идеи апартеида ссылками на христианское богословие. Отличался также непримиримым антикоммунизмом.
После того, как правительство Яна Смита взяло курс на компромисс с умеренными африканскими националистами, в 1976 Десмонд Ларднер-Берк ушел в отставку. В независимой Зимбабве он отошёл от политики. Скончался в возрасте 75 лет.
Десмонд Ларднер-Берк был женат, имел троих детей.

## «Воскрешение» волей Мугабе
Незадолго до парламентских выборов 2008 активисты оппозиционного Движения за демократические перемены обнаружили, что имя покойного Десмонда Ларднер-Берка включено в список избирателей одного из пригородов Хараре. Это было квалифицировано как признак фальсификации со стороны правительства Мугабе. Комментаторы с иронией отмечали, что ради удержания власти Мугабе «воскрешает» своего ярого противника, убеждённого белого расиста.